# Женска кошаркашка репрезентација Белорусије
Женска кошаркашка репрезентација Белорусије представља Белорусију на међународним кошаркашким такмичењима.
Кошаркашице из Белорусије су до 1992. играле за национални тим Совјетског Савеза.

## Учешћа на међународним такмичењима

### Олимпијске игре
| Година         | Турнир                | Пласман               | ИГ                    | П                     | И                     | ДК                    | ПК                    | Разл.                 |
| -------------- | --------------------- | --------------------- | --------------------- | --------------------- | --------------------- | --------------------- | --------------------- | --------------------- |
| 1992. до 2004. | Није се квалификовала | Није се квалификовала | Није се квалификовала | Није се квалификовала | Није се квалификовала | Није се квалификовала | Није се квалификовала | Није се квалификовала |
| 2008.          | Четвртфинале          | 7. место              | 6                     | 2                     | 4                     | 382                   | 409                   | -27                   |
| 2012.          | Није се квалификовала | Није се квалификовала | Није се квалификовала | Није се квалификовала | Није се квалификовала | Није се квалификовала | Није се квалификовала | Није се квалификовала |
| Укупно         | 1/6                   |                       | 6                     | 2                     | 4                     | 382                   | 409                   | -27                   |

### Светска првенства
| Година         | Турнир                | Пласман               | ИГ                    | П                     | И                     | ДК                    | ПК                    | Разл.                 |
| -------------- | --------------------- | --------------------- | --------------------- | --------------------- | --------------------- | --------------------- | --------------------- | --------------------- |
| 1994. до 2006. | Није се квалификовала | Није се квалификовала | Није се квалификовала | Није се квалификовала | Није се квалификовала | Није се квалификовала | Није се квалификовала | Није се квалификовала |
| 2010.          | Утакмица за 3. место  | 4. место              | 9                     | 4                     | 5                     | 586                   | 635                   | -49                   |
| 2014.          | Kвалификовала се      | Kвалификовала се      | Kвалификовала се      | Kвалификовала се      | Kвалификовала се      | Kвалификовала се      | Kвалификовала се      | Kвалификовала се      |
| Укупно         | 1/6                   |                       | 9                     | 4                     | 5                     | 586                   | 635                   | -49                   |

### Европска првенства
| Година         | Турнир                | Пласман               | ИГ                    | П                     | И                     | ДК                    | ПК                    | Разл.                 |
| -------------- | --------------------- | --------------------- | --------------------- | --------------------- | --------------------- | --------------------- | --------------------- | --------------------- |
| 1993. до 2005. | Није се квалификовала | Није се квалификовала | Није се квалификовала | Није се квалификовала | Није се квалификовала | Није се квалификовала | Није се квалификовала | Није се квалификовала |
| 2007.          | Утакмица за 3. место  | 3. место              | 9                     | 5                     | 4                     | 609                   | 586                   | +23                   |
| 2009.          | Утакмица за 3. место  | 4. место              | 9                     | 4                     | 5                     | 580                   | 592                   | -12                   |
| 2011.          | Други круг            | 9. место              | 6                     | 3                     | 3                     | 353                   | 332                   | +21                   |
| 2013.          | Четвртфинале          | 5. место              | 9                     | 5                     | 4                     | 527                   | 480                   | +47                   |
| 2015.          | Квалификовала се      | Квалификовала се      | Квалификовала се      | Квалификовала се      | Квалификовала се      | Квалификовала се      | Квалификовала се      | Квалификовала се      |
| Укупно         | 4/11                  |                       | 33                    | 17                    | 16                    | 2069                  | 1990                  | +79                   |